# Сиряцкий, Александр Александрович
Александр Александрович Сиряцкий (род. 4 августа 2006, Омск) — российский хоккеист, защитник.

## Биография
Воспитанник омского «Авангарда». В конце 2021 года перешёл в систему магнитогорского «Металлурга». С сезона 2023/24 — игрок команды МХЛ «Стальные лисы». 9 января 2024 года в домашнем матче против «Локомотива» (5:3) дебютировал в КХЛ.